# Angelo Rossitto
Angelo Rossitto (18. februar 1908 – 21. september 1991) var en amerikansk skuespiller. Han var dværg og målte 2,11 fod.[kilde mangler]
Rossitto blev opdaget af John Barrymore og fik sin film-debut ved Barrymores side i Gøglernes Konge  (1927).
I 1932 medvirkede han i den kontroversielle film Freaks instrueret af Tod Browning.
Gennem 1940'erne medvirkede han i flere film, hvor Bela Lugosi var stjernen.
I 1971 medvirkede han i kult-instruktøren Al Adamsons film Dracula vs. Frankenstein.
Hans sidste store rolle var ved siden af Mel Gibson i Mad Max i tordenkuplen (1985).